# 宇和島ケーブルテレビ
宇和島ケーブルテレビ株式会社（うわじまケーブルテレビ）は、テレビジョン放送、インターネットサービス、IP電話を業務とする愛媛県宇和島市のケーブルテレビ局である。
愛称はUCAT（ユーキャット）。
宇和島市の一部地域を放送区域として超短波放送（FM放送）をする特定地上基幹放送事業者でもある。

## サービスエリア
- 愛媛県宇和島市
- 愛媛県北宇和郡鬼北町（UCAT鬼北局）
- 愛媛県北宇和郡松野町（UCAT鬼北局）

## 主な放送チャンネル

### 地上波系列別再送信局
| NHK-G   | NHK-E   | NNS      | ANN            | JNN        | TXN | FNS        | YOU13 |
| ------- | ------- | -------- | -------------- | ---------- | --- | ---------- | ----- |
| NHK松山 | NHK松山 | 南海放送 | 愛媛朝日テレビ | あいテレビ |     | テレビ愛媛 |       |

### テレビ局
| デジタル | 放送局                                  |
| -------- | --------------------------------------- |
| TV011    | NHK松山総合                             |
| TV021    | NHK松山教育                             |
| TV041    | 南海放送                                |
| TV051    | 愛媛朝日テレビ                          |
| TV061    | あいテレビ                              |
| TV081    | テレビ愛媛                              |
| TV111    | UCATチャンネル                          |
| TV112    | 鬼北地域チャンネル                      |
| BS101    | NHK BS                                  |
| BS141    | BS日テレ                                |
| BS151    | BS朝日                                  |
| BS161    | BS-TBS                                  |
| BS171    | BSテレ東                                |
| BS181    | BSフジ                                  |
| BS191    | WOWOWプライム                           |
| BS192    | WOWOWライブ                             |
| BS193    | WOWOWシネマ                             |
| BS200    | BS10                                    |
| BS201    | BS10スターチャンネル                    |
| BSS211   | BS11                                    |
| BS222    | BS12 トゥエルビ                         |
| BS231    | 放送大学テレビ                          |
| BS232    | 放送大学テレビ                          |
| BS260    | J:COM BS                                |
| BS265    | BSよしもと                              |
| 4K 101   | NHK BSプレミアム4K                      |
| 4K 141   | BS日テレ 4K                             |
| 4K 151   | BS朝日 4K                               |
| 4K 161   | BS-TBS 4K                               |
| 4K 171   | BSテレ東 4K                             |
| 4K 181   | BSフジ 4K                               |
| 4K 211   | ショップチャンネル 4K                   |
| 4K 212   | 4K QVC                                  |
| 264      | 歌謡ポップスチャンネル                  |
| 277      | 旅チャンネル                            |
| 280      | MONDO TV                                |
| 310      | お天気チャンネル                        |
| 313      | ウィットチャンネル（南海放送ラジオ）    |
| 511      | スカイA                                 |
| 512      | GAORA SPORTS HD                         |
| 517      | ゴルフネットワーク                      |
| 518      | 日テレジータス HD                       |
| 521      | 日本映画専門チャンネルHD                |
| 522      | 映画・チャンネルNECO-HD                 |
| 530      | ファミリー劇場 HD                       |
| 531      | スーパー!ドラマTV HD                    |
| 534      | 時代劇専門チャンネル HD                 |
| 541      | アニマックス HD                         |
| 542      | キッズステーション HD                   |
| 550      | CNNj HD                                 |
| 551      | 日経CNBC HD                             |
| 552      | 日テレNEWS24                            |
| 562      | ヒストリーチャンネル                    |
| 562      | 音楽・ライブ！スペースシャワーTV HD     |
| 570      | 囲碁・将棋チャンネル HD                 |
| 571      | ショップチャンネル                      |
| 572      | QVC                                     |
| 576      | 釣りビジョン HD                         |
| 581      | フジテレビTWO ドラマ・アニメ            |
| 582      | フジテレビONE スポーツ・バラエティ      |
| 583      | ザ・シネマ HD                           |
| 584      | 日テレプラス ドラマ・アニメ・音楽ライブ |
| 225      | 東映チャンネル                          |
| 285      | グリーンチャンネル                      |
| 256      | グリーンチャンネル2                     |
| 288      | SPEEDチャンネル                         |
| 402      | Mnet                                    |
| 523      | V☆パラダイス HD                         |
| 526      | 衛星劇場 HD                             |
| 290      | プレイボーイチャンネル                  |
| 291      | チャンネル・ルビー                      |
| 292      | レインボーチャンネル                    |
| 293      | ミッドナイトブルー                      |
| 294      | ピンクチェリー                          |
| 295      | パラダイステレビ                        |

- デジアナ変換サービスは2015年3月31日終了

### ラジオ局
| MHz  | 放送局         |
| ---- | -------------- |
| 78.5 | FMがいや       |
| 82.1 | FM愛媛         |
| 84.8 | NHK松山FM      |
| 91.7 | 南海放送(Fnam) |

## コミュニティ放送
宇和島ケーブルテレビは、FMがいやの愛称でコミュニティ放送も行っている。

### 概要
愛媛県では今治コミュニティ放送（FMラヂオバリバリ）に次いで2局目の24時間ラジオ放送局。自社制作番組以外の時間帯は、ミュージックバードなどの番組を放送している。
沿革
- 2011年（平成23年）12月22日に予備免許取得
- 2012年（平成24年）3月10日開局
- 2015年（平成27年）12月1日にJCBAインターネットサイマルラジオでのサイマル放送開始（※一部番組を除く）

### 送信所
- 宇和島局（本局） 76.9MHz 20W
- 津島局（中継局） 76.9MHz 20W

### パーソナリティ番組
- 市民が主役で、市民がパーソナリティを務めるラジオ番組
- 主に午前に放送される番組と、午後に放送される番組に分かれる
- 午前の番組は基本的に30分番組で、3時間後に再放送される（計2回/日）
- 午後の番組は基本的に55分番組で、3時間後と8時間後に再放送される（計3回/日）

※また、日曜放送の番組の様に上記の放送時間に属さない番組も多数存在する。
自社制作番組の他に、他局で制作したデータ放送なども行っている。

### タイムテーブル
※2017年5月21日ラジオ番組リスト更新※
月曜日
8:00/11:00 風にのせて（30分）
12:00 阿波さんの夢四国（30分）※エフエムびざん（徳島市）
13:00/16:00/21:00 UWAJIMA LOCO STYLE（55分）
14:00/17:00/22:00 末光正浩の「人生弾き語り♪」（55分）
15:00/18:00/23:00 CS TOYS TOKU WAVE（55分）
火曜日
8:00/11:00 世界はひとつ（30分）
8:30/11:30 結城ともこの演歌前線（30分）
13:00/16:00/21:00 俳句であそぼ（55分）
14:00/17:00/22:00 UN PERFECT（55分）
15:00/18:00/23:00 MUSIC SHOCK WAVE（55分　※2017年5月現在放送休止中　
水曜日
8:00/11:00 しゃむ猫ロック☆（30分）
8:30/11:30 B story（30分）
13:00/16:00/21:00 Pump Up Radio!!（55分）
14:00/17:00/22:00 宇和島レコードコレクターズミュージック（55分）
15:00/18:00/23:00 ラジオマニアックス（55分）
木曜日
8:00/11:00 ニコニコにっこり3R♪（30分）
8:30/11:30 ティファランドのサブカルアカデミー（30分）
13:00/16:00/21:00 ヒーロー☆スターRADIO（55分）
14:00/17:00/22:00 村田蔵六とフォークを語ろう（55分）
15:00/18:00/23:00 冒険ラヂヲ（55分）
金曜日
8:00/11:00「TEAM鬼style」のこんな感じ!（30分）
8:30/11:30 海アフロ（30分）※FMラヂオバリバリ
13:00/16:00/21:00 空大樹のミュウジック☆タイム（55分）
14:00/17:00/22:00 ぱそこんせんせい（55分）
15：00/18:00/23:00 yukariのon time cafe♪（55分）
土曜日
8:00/117800 ITANだより（30分）
8::30/11:30 クルマダンキチ!（30分） ※FMラヂオバリバリ
13:00/16:00/21:00 Music Diver（55分）
14:00/17:00/22:00 宇和島 BLACK NIGHT（55分）
15:00/18:00/23:00 Real 40's（55分）
日曜日
8:00/13:00 ＜第2・4週＞　宇和島が好きだと叫びたい（隔週放送）
10:00/22:00 私の一枚
18:00/21:00 ＜第1・3週＞　こじらせハスキーのおっとろしやラジオ　（隔週放送）
＜第2・4週＞　メロンチックのおらぶラジオ（隔週放送）

### 生放送
- 平日の朝に行われる情報番組「FMがいや　Happy morning♪」（月-金　10：00-10：30）[2]
- 毎年年末には全パーソナリティ番組のパーソナリティを集めて行う「年末トークライブ」も行っている。
- 又、現在では以下のパーソナリティ番組も月1のペースで生放送を開始。

MUSIC SHOCK WAVE（2016年1月28日開始）
PUMP UP RADIO!!（2016年4月6日月開始）
CS TOYS TOKU WAVE（2016年4月25日開始）
過去に生放送を行ったことのある番組
私の一枚　（FMがいやでは最初に生放送を開始した番組でもある）

### 生中継
- UWAJIMA HAWAIIAN FESTIVALの会場の様子を毎年生中継（2012年～）

過去に生中継を行ったイベント
2012年7月15日 - 『マークハウスライブ』
2012年11月18日 - 『ははとことおとのつどい2』ステージの模様を生中継
2016年1月1日 - 『新春特別番組』※宇和島ケーブルテレビ（UCAT)とFMがいやが同時生中継
2016年3月27日 - 『秀宗公入部伊達57騎大武者行列』（えひめいやしの南予博2016）
2016年4月2日 - 『九島大橋開通記念イベント』
2016年5月5日 - 『英国公使パークス来航150周年記念　市長と歩こう！パークスが行進した道』